# Château d'eau du port d'Aval
 (septembre 2018).
Si vous disposez d'ouvrages ou d'articles de référence ou si vous connaissez des sites web de qualité traitant du thème abordé ici, merci de compléter l'article en donnant les références utiles à sa vérifiabilité et en les liant à la section « Notes et références ».
Le château d'eau du port d'Aval est un ouvrage hydraulique situé sur le territoire de la commune d'Amiens, dans le département de la Somme.
Localisé au bord de la Somme, sur le port d'aval, au nord-ouest de la ville, il est inscrit sur la liste des monuments historiques en 2017.

## Historique
À partir du milieu du XVIIIe siècle, la ville d'Amiens fait l'objet d'embellissements divers. Les puits de l'époque médiévale ne suffisant plus, l'intendant Jacques-Bernard Chauvelin, qui suit les travaux publics à Amiens de 1731 à 1751, décide de doter la ville des équipements nécessaires, dont un château d'eau et des fontaines. Il s'agit ainsi d'assurer la consommation des habitants, le développement de la cité, les activités artisanales, mais également les besoins en cas d'éventuel incendie.
Comme le souligne l'historienne de l'architecture Dominique Massounie, le « coût d'un dispositif hydraulique et de son entretien, la difficulté de se procurer une abondance d'eau, font d'une adduction et d'une distribution efficaces un objet de fierté quasi unique pour les édiles de la municipalité ». La ville d'Amiens manifeste ce souci de réussite technique puisqu'en 1749, le maire demande à son collègue de Reims des renseignements sur les fontaines publiques de la ville. C'est le Père Féry, professeur de mathématiques à Reims, qui est chargé de lui répondre. Il se met alors à la disposition d'Amiens pour l'étude d'un projet et le fait imprimer, en 1749, sous le titre « Mémoire sur l'établissement des fontaines publiques dans la ville d'Amiens ».
En 1750, l'intendant Chauvelin s'adresse à Jean Sirebeau, ingénieur fontainier de la ville de Paris, et Bernard Forest de Bélidor, ingénieur militaire et spécialiste d'architecture hydraulique, pour juger de la proposition du Père Féry, ainsi que de celle d'un concurrent anonyme, qui publie un « Projet pour l'établissement des fontaines publiques dans la ville d'Amiens ». L'auteur anonyme s'avère être Jean-Jacques Jumel-Riquier, connu comme jardinier-fontainier à Amiens dès 1731, puis entrepreneur architecte dans cette ville.
Le mémoire et le devis de Jumel-Riquier sont approuvés le 1er février 1751 par Bélidor, tandis que la construction du bâtiment est adjugée à la criée, le 25 février 1751, à Simon Duprat.
Les premières élévations du château d'eau auraient été dessinées par Beffara, mais les façades actuelles, plus simples, seraient dues à l'architecte parisien et d'origine rouennaise, Mathurin Le Carpentier (1709-1773). Ce dernier est par ailleurs l'auteur de la fontaine de la place au Feurre à Amiens, l'une des quatre fontaines réalisées et mises en service de 1754 à 1756.
Les fontaines terminées s'avèrent être inefficaces. En 1779, Amiens est touchée par une grande sécheresse, et le château d'eau, en dépit de son élévation, ne fournit pas un débit suffisant.
Aussi, dès 1835, un nouveau système hydraulique, étendu à l'ensemble de la cité, est mis en place. À partir de 1865, l'usine du château d'eau est modernisée avec l'installation d'une roue dite Sagebien, du nom de son inventeur (par ailleurs amiénois), système à vapeur qui permettait de se servir du poids de l'eau plus que du courant et donc de travailler avec des faibles chutes d'eau. On y ajoute plus tard des pompes électriques. Ces équipements sont toujours en place aujourd'hui.
En 1937, l'ensemble de l'installation est démantelé et remplacé par l'usine Saint-Michel, située en face du château d'eau. Aujourd'hui, le bâtiment abrite le service des eaux d'Amiens métropole.

## Description
Le château d'eau est un édifice de plan carré, dont la façade principale, en pierre calcaire, donne sur la Somme. C'est cette élévation qui reçoit l'essentiel du décor, assez simple, avec des congélations qui rappellent le thème de l'eau. Une simplicité à noter par rapport aux projets d'origine, puisque la statuaire prévue n'a pas été réalisée. 
Au rez-de-chaussée, une fontaine, dont le bassin a été réduit au XIXe siècle, était accolée au château d'eau.
Une niche monumentale occupe le centre de la façade et présente un motif de coquille et de chutes d'eau, tandis que des bandeaux de pierre marquent la séparation entre les différents niveaux. Cette façade est percée de 5 baies : 3 au premier étage, et 2 au rez-de-chaussée, qui ont été percées en 1790 par Jacques Pierre Jean Rousseau, successeur à la charge de concierge du château d'eau de Jumel-Riquier, mort en 1789.
Les autres élévations sont en brique avec chaînage de pierre et présentent aussi des ouvertures.
On compte trois niveaux à l'édifice. Celui-ci a été amputé de sa partie sommitale alors couverte en plomb, qui abritait la partie supérieure de la colonne d'eau, dans les années 1930, au moment de la mise en service de l'usine Saint-Michel.
À l'intérieur, il n'y a plus de décor du XVIIIe siècle. De même, le système hydraulique ne subsiste pas. Mais on en voit les vestiges et on peut comprendre le fonctionnement de l'usine élévatoire de l'eau.